# シルバーサーファー (アニメ)
シルバーサーファー(Silver Surfer)は、マーベル・コミック原作の同名キャラクターの活躍を描いたテレビアニメ。アメリカ合衆国では、1998年2月7日から5月29日にかけてFOXのFOXキッズ枠で放送された。

## 概要
トゥーンレンダリングとコンピュータアニメーションを組み合わせた本作では、シルバー・サーファーの生みの親であるジャック・カービーのスタイルで描かれている。
この作品は、サーファーの様々な物語に閃きがあり、実在する神話を重要なところだけで変えている。第1話から第3話のエピソード「The Origin of Silver Surfer」では、その回の原点となるコミック「The Galactus Trilogy」に登場していたファンタスティック・フォーが削除されている。このバージョンでは、サノスの手によってノリン・ラッドとしての記憶を少しだけ取り戻したシルバーサーファーが、ゼン・ラという星に住んでいた頃の記憶を取り戻すため、ギャラクタスによる破滅から地球を救うという内容になっている。
ザ・ウォッチャー、エゴ・ザ・リビング・プラネット、ピップ・ザ・トロール、ドラックス・ザ・デストロイヤー、アダム・ウォーロックなど、さまざまなキャラクターが登場するが、キャラクターの設定は異なっている。特にアダム・ウォーロックが本来の原作設定と異なり、クリー族と闘うスーパーソルジャーとなっている。また、フォックス放送の放送コードの関係でサノスが仕う相手がデスからレディー・カオスに変更されている。

## キャラクター
ノリン・ラッド / シルバーサーファー
声 - ポール・エッシェンブル
ギャラクタス
声 - ジェームズ・ブレンディック
ウアトゥ
声 - コリン・フォックス
サノス
声 - ゲイリー・クロフォード
シャラ・バル
声 - カミラ・スコット
ウォッチャー・プライム
声 - デニス・アキヤマ
アダム・ウォーロック
声 - オリバー・ベッカー
ピップ・ザ・トロール
声 - ロバート・ボクスタール
レディー・カオス（原作ではデス）
声 - ラリー・カドー
ネビュラ
声 - ジェニファー・デール
エゴ・ザ・リビング・プラネット
声 - ロイ・ルイス
ガモーラ
声 - メアリー・ロング（初代）、アリソン・シーレイ・スミス（2代目）
エタニティ
声 - ジョン・ネビル
ベータ・レイ・ビル
声 - カール・ブルーナー
フランキー・レイ/ノヴァ
声 - タラ・ストロング
メンター
声 - セドリック・スミス
ドラックス・ザ・デストロイヤー
声 - ノーム・スペンサー

## エピソード
| 話 | 邦題 | 原題                               | 米国放送日    |
| --- | ---- | ---------------------------------- | ------------- |
| 1 |      | The Origin of Silver Surfer Part 1 | 1998年 2月7日 |
| 2 |      | The Origin of Silver Surfer Part 2 | 2月14日       |
| 3 |      | The Origin of Silver Surfer Part 3 | 2月21日       |
| ウォッチャーの警告通り、ギャラクタスがゼン・ラーにやってきて、星の人たちのエネルギーを喰い尽くす。ノリン・ラッドは自らを犠牲にし、ギャラクタスの下僕となる。ノリンにとっての目標は、「知的生命隊が存在しない惑星を探してギャラクタスが文明を破壊しないこと」ということだった。良いことには、ギャラクタスはノリンに自分のパワーの一部を与え、ノリン自身をシルバーサーフィンに変えてしまう。悪いことには、力の移転によってノリンの記憶と道徳的信念が失うということだ。記憶を失ったシルバー・サーファーは、ギャラクタスのために次々と無人の惑星を見つけようとするも世界を喰いつくされてしまい、大きく悩まされたのだった。 |      |                                    |               |
| 4 |      | The Planet of Dr. Moreau           | 2月28日       |
| ゼン・ラーを詳しく知る学者がクリー人のコロニ―に住んでいるという噂を聞いたシルバーサーファーは、そこへ行って探しに行った。しかし、サーファーはクリー人に捕まってしまい、そこに遺伝子操作で作られた「トロール」という謎の生き物の奴隷として働かされることに。サーファーは、ビップ・ザ・トロールとそのガールフレンドのキリと手を組んで、クリー人の奴隷制度に反乱を起こすリーダーとなる。 |      |                                    |               |
| 5 |      | Learning Curve Part 1              | 3月7日        |
| 6 |      | Learning Curve Part 2              | 3月14日       |
| 7 |      | Innervisions                       | 4月4日        |
| 8 |      | Antibody                           | 4月11日       |
| 9 |      | Second Foundation                  | 4月25日       |
| 10 |      | Radical Justice                    | 5月2日        |
| 11 |      | The Forever War                    | 5月29日       |
| 12 |      | Return to Zenn-La                  | 5月9日        |
| 13 |      | The End of Eternity                | 5月16日       |

## ホームメディア
イギリスでは本作の全13話を2枚で分割に収録したDVDが2008年7月28日にリベレーション・エンターテインメントから発売される予定だったが、そこにあったイギリス部門が閉鎖されたことにより発売中止となった。その後、ClearVisionが権利を取得し、2009年5月11日に発売された。
アメリカではリージョン1のDVDが発売されていないが、2019年9月からDisney+で配信され、全13話が視聴可能になった。